# Moncalieri
Moncalieri (en piamontés Moncalé [cita requerida]) es una comuna italiana de la Ciudad metropolitana de Turín, región de Piamonte. 
Es el primer municipio en población, después de la capital, de la provincia turinesa, y el quinto municipio del Piamonte por número de residentes, superando en esta categoría a algunas capitales de provincia de la región. Queda a unos 9 kilómetros al sur de Turín. Destaca por su castillo, construido en el siglo XII y ampliado en el siglo XV, que forma parte del lugar Patrimonio de la Humanidad Residencias reales de la casa de Saboya. 

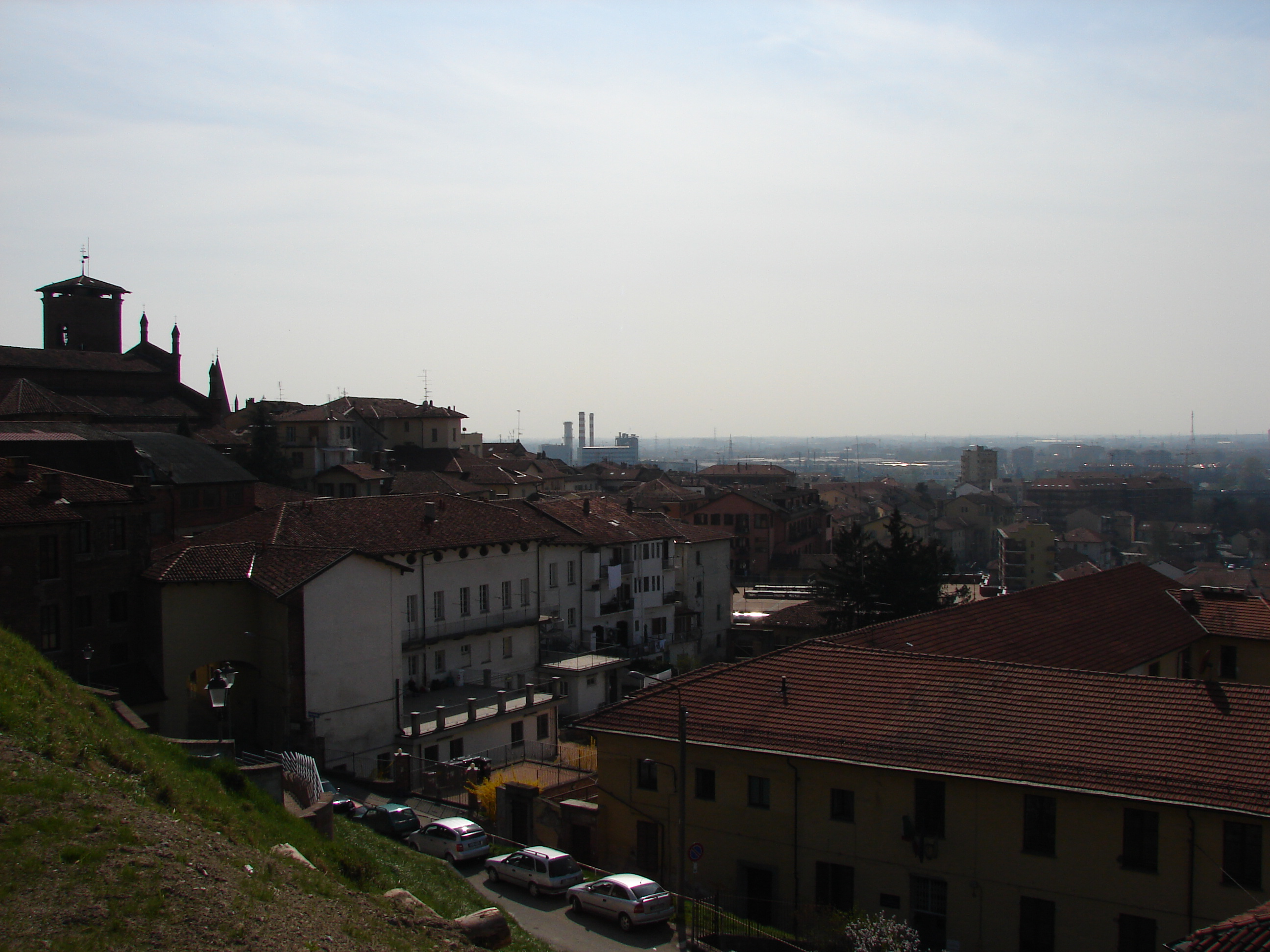
Vista de Moncalieri.

## Historia
Moncalieri fue fundada en 1228 por algunos habitantes de Testona (actualmente, una frazione del municipio de Moncalieri) como un refugio de los asaltos por parte de Chieri. El fácil acceso al río Po y el puente (una posesión templaria durante largo tiempo) que lo dominaba garantizó un cierto florecimiento de la ciudad, que se convirtió en comuna libre y albergó una serie de instituciones monásticas.
En el siglo XVII fue adquirido por la Casa de Saboya, cuyos miembros a menudo vivieron en su castillo durante el verano. Durante la unificación de Italia fue el lugar de la famosa Proclamación de Moncalieri. Habiéndose mantenido su fama como centro veraniego, hoy Moncalieri es también la sede de muchas empresas de alta tecnología.

## Lugares de interés

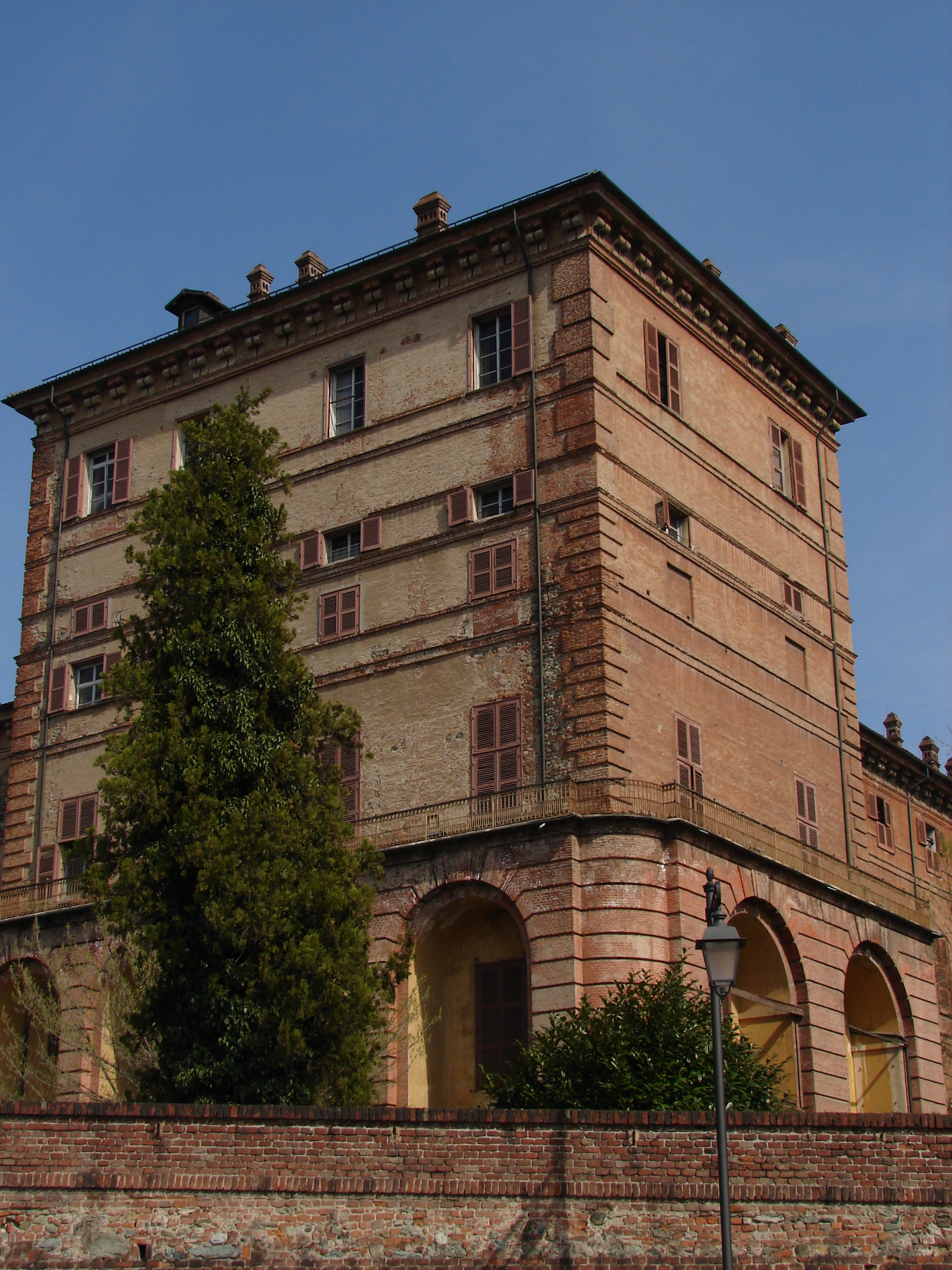
Castillo de Moncalieri.

El castillo es una de las Residencias reales de la casa de Saboya incluidas en la lista de lugares Patrimonio de la Humanidad. Desde 1919 alberga una prestigiosa escuela de carabinieri.
Cerca del castillo, la plaza descendiente dedicada a Vittorio Emanuele II fue en el pasado el principal centro para las actividades de Moncalieri. Su pavimento adoquinado fue construido en 1825, y una fuente-escultura de Neptuno (Il Saturnio) puede verse en la parte alta de ella. Por razones tanto estéticas como prácticas, la fuente de Neptuno fue varias veces cambiada de sitio. Un pequeño pasadizo conecta esta plaza con el prestigioso Real Collegio Carlo Alberto, escuela que tiene como objetivo los descendientes de la aristocracia. Actualmente, el Collegio Carlo Alberto está dirigido por una iniciativa conjunta de la Compagnia di San Paolo y la Universidad de Turín; su misión es albergar investigación y docencia en economía, finanzas y ciencias políticas. 
La iglesia gótica de Santa Maria della Scala, alberga los restos del patrón local. Otras iglesias de interés son las más modernas San Francesco, Sant'Egidio y la Chiesa del Gesù.

## Cultura
Moncalieri está dedicada a Beato Bernardo: alrededor del día que a él se le dedica (12 de julio), se celebra una reconstrucción histórica de su llegada a Moncalieri desde Baden-Baden en 1458 [cita requerida].
Bibliotecas y centros de investigación
- Biblioteca Europea di Cultura "Victor Del Litto"
- C.I.R.V.I. (Centro Interuniversitario di Ricerche sul Viaggio in Italia)

## Evolución demográfica
| Gráfica de evolución demográfica de Moncalieri entre 1861 y 2015 |
|                                                                  |
| Fuente ISTAT - elaboración gráfica de Wikipedia                  |

## Personajes
- Pietro Canonica escultor y senador vitalicio

## Hermanamientos
- Baden-Baden  Alemania
- Argiropoulos  Grecia